# Adaptógeno

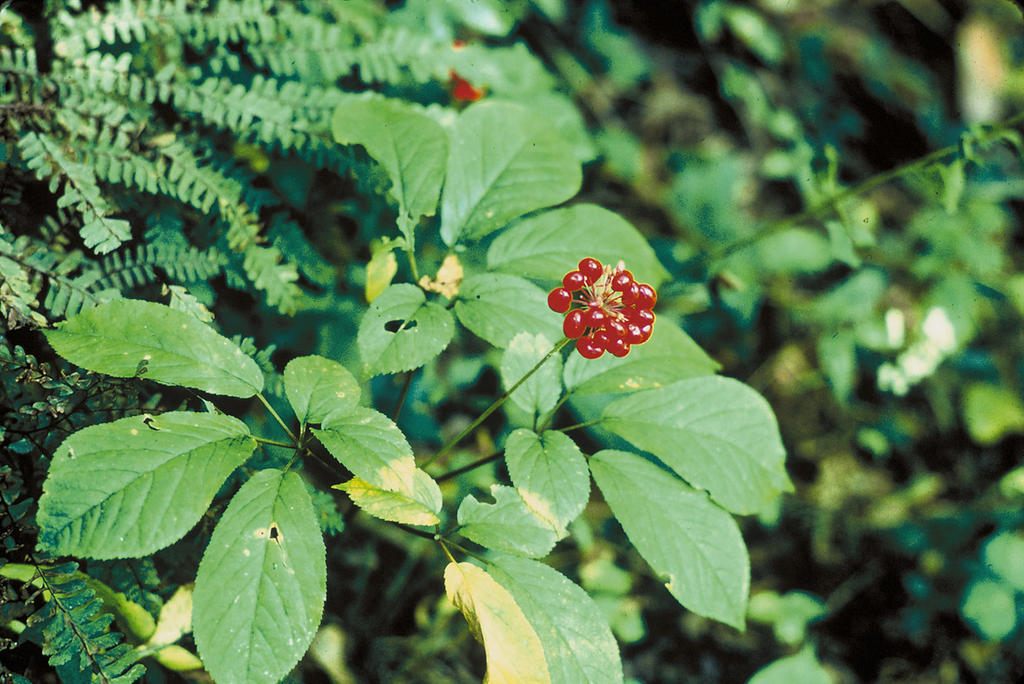
A menudo se afirma que Panax quinquefolius o ginseng tiene efectos adaptógenos.

Los adaptógenos o adaptogénicos, son sustancias que se utilizan en la medicina herbolaria para la supuesta estabilización de procesos fisiológicos y la promoción de la homeostasis. La Agencia Europea de Medicamentos declaró en un documento de reflexión de 2008, que si bien numerosos estudios de investigación durante más de cinco décadas han intentado infructuosamente demostrar la existencia y efectividad de los adaptógenos, la investigación ha sido deficiente en sus metodologías y no respalda la conclusión de que los adaptógenos realmente existen y funcionan como se afirma y, por lo tanto, el término «adaptógeno» no puede ser utilizado para la comercialización en la UE.

## Concepto
El concepto de adaptógeno lo creó en 1947 Israel Brekhman para describir una sustancia que puede aumentar la resistencia al estrés. La adaptogénesis se aplicó más tarde en la desaparecida Unión Soviética para describir remedios que aumentaban la resistencia de los organismos al estrés biológico. Su efectividad se demostró en un producto desarrollado en los años 70 en Cuba por los doctores Raimundo Torres Díaz e Israel Brekhman, el Reactor-69, con cuyo uso el bloque soviético ganó muchas medallas en las Olimpiadas, sin ser considerado doping.

## Estudios
La mayoría de los estudios realizados sobre adaptógenos se realizaron en la Unión Soviética, Corea y China antes de la década de 1980, pero han sido desautorizados por varios defectos metodológicos.

### Advertencia de la UE y la FDA
Actualmente, el término no se acepta en las prácticas clínicas farmacológicas, fisiológicas o convencionales de la Unión Europea, ya que requiere más estudios y más datos. En los Estados Unidos, la Administración de Alimentos y Medicamentos emitió una advertencia en 2013 a una empresa con sede en Washington por publicidad ilegal y afirmaciones sobre salud falsas en relación con el uso de la palabra «adaptógeno» para uno de sus productos.
En resumen, el concepto de «adaptógeno», aunque es un término popular de marketing, no es aceptado por la comunidad científica, y los estudios actualmente disponibles son insuficientes para demostrar la eficacia de tales sustancias para ayudar a aliviar el estrés.